# Атомні глибоководні станції проєкту 18510
| Атомні глибоководні станції проєкту 18510 | Атомні глибоководні станції проєкту 18510 | Атомні глибоководні станції проєкту 18510 |
| ----------------------------------------- | ----------------------------------------- | ----------------------------------------- |
|                                           |                                           |                                           |
|                                           |                                           |                                           |
|                                           |                                           |                                           |
| Проєкт                                    |                                           |                                           |
| Розробник проєкту                         | СПМБМ «Малахіт»                           | СПМБМ «Малахіт»                           |
| Класифікація НАТО                         | «X-Ray» / «Nelma» / «Paltus»              | «X-Ray» / «Nelma» / «Paltus»              |
| Основні характеристики                    |                                           |                                           |
| Швидкість (надводна)                      | 20 вузлів                                 | 20 вузлів                                 |
| Швидкість (підводна)                      | 6 вузлів                                  | 6 вузлів                                  |
| Гранична глибина занурення                | До 1000 метрів                            | До 1000 метрів                            |
| Розміри                                   |                                           |                                           |
| Довжина найбільша (по КВЛ)                | 44 м / 55 м (проєкт 1851.1)               | 44 м / 55 м (проєкт 1851.1)               |
| Ширина корпусу найб.                      | 5.3 м                                     | 5.3 м                                     |
| Водотоннажність надводна                  | 529 т / 730 т (проєкт 1851.1)             | 529 т / 730 т (проєкт 1851.1)             |
| Озброєння                                 |                                           |                                           |

Автономні глибоководні станції проєкту 18510, шифр «Нельма» — атомні автономні глибоководні станції (АГС), входять в комплекс, що складається з носія (допрацьовані серійні АПЧ) і носимого апарату, самої АГС. За класифікацією НАТО X-Ray / Nelma — class nuclear special-designation submarine (DSV). Є спеціальними атомними підводними човнами / глибоководними технічними засобами. Відносяться до Головного управління глибоководних досліджень (Гугд) Міністерства оборони Російської Федерації.

## Призначення
Імовірно, комплекс створювався для проведення розвідувальних операцій, постановки перешкод на маршрутах бойового патрулювання атомохода ВМФ РФ, рішення науково-технічних завдань, порятунку людей в екстремальних ситуаціях, операцій з підйому різного устаткування з затонулої в морі військової техніки ймовірного противника і для проведення інших спеціальних операцій.
За іншими даними, комплекс призначений для збору з дна уламків кораблів, літаків і супутників, затоплених в океані і проведення підводної розвідки на глибинах до 1 км.

## Історія
За постановою №-722-271 ЦК КПРС і Ради міністрів СРСР від 25 вересня 1965 року передбачався початок ескізних робіт з проєктування автономної глибоководної науково-дослідної станції в ЦКБ-18. Головними в групі розробників стали Корсуков Е. С. та його заступник Бавілін С. М. Роботи за ескізним проєктом були завершені до 1970 року, а сам проєкт представлений в Минсудпром і командуванню ВМФ СРСР.
Розробку технічного проєкту атомних глибоководних станцій спеціального призначення в 1972 році за Постановою Ради міністрів СРСР передали в ЦКБ «Волна» Мінсудпрома СРСР. Головним конструктором нового комплексу призначений Бавілін С. М., в конструкторську групу також увійшли Тєрєшкін В. М., Дубницький Д. Н., Уваров В. А., Дешкін Е. А., а головним конструктором енергетичної установки став Романов Б. Л. Конструкторської групою були розроблені і підготовлені два ескізних проєкти — автономної глибоководної станції (АГС) /  проєкт 1910 «Кашалот»  / і комплексу, що складається з носія і носимого апарату /  проєкт 1851 «Нельма»  /.
Для відпрацювання конструкторських рішень і як дослідне судно був виділений від ВМФ  'ПЛАРК К-170'  проєкту 675 зі складу 11-ї дивізії 1-ї флотилії Північного флоту ВМФ СРСР. До 1973 року були завершені чорнові технічні проєкти, і в січні 1973 року К-170 поставлена на СРЗ «Зірочка» в Сєвєродвінськ для доробок. Роботи виконувалися спільно з ЛПМБ «Рубін». Човен отримав новий тактичний номер — БС-86, потім К-86, пізніше КС-86. У 1974 році СПМБ Машинобудування і ЦКБ «Волна» пройшли злиття, нове об'єднання отримало назву СПМБМ «Малахіт». В ході робіт, за пропозицією Бавіліна С. М., був змінений техпроєкт в частині енергетичної установки АГС.
Відповідно до Наказу Головкому ВМФ СРСР, для експлуатації глибоководних станцій в жовтні 1976 року було сформовано загін гідронавтів. У загін відбиралися люди, що служили на підводних човнах не менше 5 років і є членами КПРС. Вимоги по медичній частині були аналогічними вимогам для космонавтів. Першим офіцером загону став Чеботаєв П. А., він і зайнявся подальшим формуванням загону на території 39-ї бригади споруджуваних підводних човнів на проспекті Римського-Корсакова в Ленінграді.
У деяких джерелах вказується, що подальшою розробкою проєкту і детальним доопрацюванням АПЛ проєкту 675 до типу «судно-носій АГС» (проєкт 675Н / 06754) доручили нижньогородському ЦКБ «Лазурит», керівник проєкту — Герой Росії Кваша М. Й. Частково, це може бути правдою, оскільки СПМБМ «Малахіт» займався проєктом 1910 «Кашалот». Але ця інформація в офіційних відкритих джерелах не підтверджена.
На початку 1980 року на Ленінградському Адміралтейському об'єднанні (зараз «Адміралтейські верфі»), почалася підготовка до будівництва першої АГС. АС-23 закладена 25 вересня 1981 роки (заводський номер 01429). Спуск на воду відбувся 30 жовтня 1983 року. Відповідальний здавач — Сусленніков М. Є., представники від ВМФ СРСР — Семенов В. С. та Попільнух Г. А. У 1984 році, в ході проведення випробувань, вперше західними службами був помічений АГС. У 1986 році вперше було здійснено підводне стикування. Комплекс АГС-носій зарахований до складу 29-ї бригади підводних човнів Червонопрапорного Північного флоту СРСР (в/ч 13090) з базуванням на Оленью Губу (Снєжногорськ-1) 30 грудня 1986 року. Командир АГС — Терехов Ю. А. Інформація про подальшу службу АС-23 є закритою і в відкритих джерелах не публікувалася. АС-23 — КС-86 є єдиним комплексом, побудованим за проєктом 18510 «Нельма». У 1991 році замість КС-86 прийшло інше судно-носій КС-411 (проєкт 09774). 24 червня 1991 року КС-86виключено з бойового складу ВМФ і поставлено на відстій в губі Оленья до 2000-х років, потім розібрано на метал. Імовірно, з 2009 року комплекс АС-23 — КС-411 знаходиться в Сєвєродвінську на СРЗ «Зірочка».

## Конструкція
АС-23 має повну водотоннажність близько 1000 тонн і оснащений одним реактором потужністю 10 МВт. Корпус виконаний з титанового сплаву. При проєктуванні, рубка не була передбачена, але через те, що люк шлюзового відсіку заливався водою навіть при незначному хвилюванні моря, пізніше вона була змонтована в ході чергового ремонту. АГС озброєння не має. Для проведення глибоководних водолазних робіт оснащений барокамерою.

## Модернізація
За підсумками дослідної експлуатації АГС АС-23 був запропонований ряд доробок для внесення в проєкт серійного будівництва. Після реалізації проєкт отримав нове позначення 18511 (1851.1), шифр «Палтус». За класифікацією НАТО Paltus — class За даним проєктом побудовані два АГС — АС-21 і АС-35.
4 грудня 2012 року з'явилася інформація, що на суднобудівному заводі «Зірочка» в Сєвєродвінську ведуться роботи з будівництва модернізованої АГС на основі корпусу, закладеного в 1990-х роках на «Адміралтейських верфях» в Санкт-Петербурзі з адаптацією до нового покоління човнів-носіїв типу БС-64 «Підмосков'ї». Але існує думка, що насправді модернізацію в ході капітального ремонту проходить АС-23, а 4-го корпусу немає.

#### АС-21
Закладена 26 грудня 1984 року. Добудовувалася за проєктом 18511. Спущена на воду 29 квітня 1991 року. Прийнята 28 грудня 1991 року в склад 29-ї БРПЧ Північного флоту (в/ч 13090) з базуванням на губу Оленья (Снєжногорськ-1). Відповідальний здавач — Сусленніков М. Є., представник від ВМФ — Михайлов А. І., голова держ. комісіі — Холод В. В. Перший командир АГС — Грицько М. В.

#### АС-35
Закладена 20 грудня 1989 року по проєкту 18511. Спущена на воду 29 вересня 1994 року. Прийнята 12 листопада 1995 у склад 29-ї БРПЧ Північного флоту (в/ч 13090) з базуванням на губу Оленья (Сніжногорськ-1). Відповідальний здавач — Сусленніков М. Є., представник від ВМФ — Мухін В. М., голова держ. комісіі — Хмиря В. Л. Перший командир АГС — капітан 1-го рангу Щербаков Ю. А. 22 липня 1996 року успішно завершено останній етап Державних глибоководних випробувань АС-35. 24 липня 2012 року між НІПТБ «Онега» і ЦС «Зірочка» підписано договір № 92-44/12 за яким передбачається розробка конструкторсько-технологічної документації проведення робіт на АГС АС-35 безпосередньо в транспортному доці ТПД-70. 5 грудня був підписаний ще один договір № 92-20/12 на розробку проєкту середнього ремонту замовлення зав. № 431 в умовах ВАТ «ЦС» Зірочка ".

### Подальший розвиток
Подальшим розвитком проєктів атомних глибоководних станцій 1851 «Палтус» і 1910 «Кашалот» став проєкт 10831 «Калитка».

## Представники
Всього за проєктами 1851 та 18511 було побудовано три АГС, які входять до складу 29-й ОБрПЧ Північного флоту.
Інформація та їх історія служби засекречена.
| Зав. № | Тактичний номер | Модифікація | Закладений | Зданий     | Судно-носій                                    | Статус                |
| ------ | --------------- | ----------- | ---------- | ---------- | ---------------------------------------------- | --------------------- |
| 01429  | АС-23           | 1851        | 25.09.1981 | 30.12.1986 | КС-86, з 1991 року КС-411, в майбутньому БС-64 | Немає офіційних даних |
| 01430  | АС-21           | 1851.1      | 26.12.1984 | 28.12.1991 | КС-411                                         | У складі флоту        |
| 01431  | АС-35           | 1851.1      | 28.12.1989 | 12.10.1995 | БС-136 (пр.09786)                              | У складі флоту        |

## Цікаві факти
- Службовці на судах-носіях підкоряються командуванню ВМФ РФ, а службовці на АГС — підкоряються безпосередньо міністру оборони Російської Федерації.
- Службовці АГС мають статус гідронавтів.